# Pseudogarypus
Genre
Synonymes
- Cerogarypus Jacot, 1938

Pseudogarypus est un genre de pseudoscorpions de la famille des Pseudogarypidae.

## Distribution
Les espèces de ce genre se rencontrent en Amérique du Nord. Les espèces fossiles ont été découvertes dans de l'ambre de la mer Baltique et de Rivne.

## Liste des espèces
Selon Pseudoscorpions of the World (version 3.0) :
- Pseudogarypus banksi Jacot, 1938
- Pseudogarypus bicornis (Banks, 1895)
- Pseudogarypus hesperus Chamberlin, 1931
- Pseudogarypus hypogeus Muchmore, 1981
- Pseudogarypus orpheus Muchmore, 1981
- Pseudogarypus spelaeus Benedict & Malcolm, 1978
- † Pseudogarypus extensus Beier, 1937
- † Pseudogarypus hemprichii (C. L. Koch & Berendt, 1854)
- † Pseudogarypus minor Beier, 1947
- † Pseudogarypus pangaea Henderickx, 2006

et décrite depuis :
- † Pseudogarypus synchrotron Henderickx, 2012

## Publication originale
- Ellingsen, 1909 : On some North American pseudoscorpions collected by Dr. F. Silvestri. Bollettino del Laboratoria di Zoologia Generale e Agraria della R. Scuola sup. d'Agricoltura, Portici, vol. 3, p. 216-221 (texte intégral).